# 소비에트화

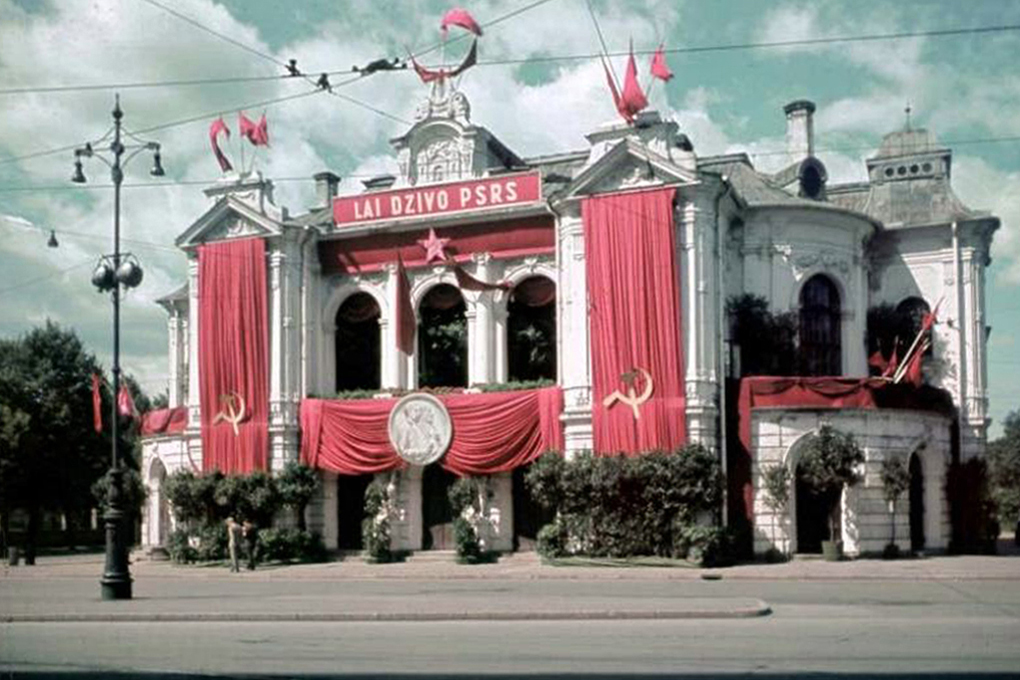
라트비아 국립극장이 낫과 망치, 붉은 별, 적기와 블라디미르 레닌 및 이오시프 스탈린의 이중 초상화 등 소비에트 상징물로 장식되어 있다. 1940년 1940년 소비에트 점령 이후. 상단 텍스트는 "소련 만세!"이다.

소비에트화(러시아어: советизация sovyetizatsiya[*] ru)는 소비에트 (노동자 평의회) 모델을 기반으로 한 정치 체제의 채택 또는 소련을 모델로 한 생활 방식, 사고방식, 문화의 채택을 의미한다.
소비에트화(두 번째 의미)의 주목할 만한 물결은 러시아 내전 중 붉은 군대가 점령한 영토에서 발생했다. 이후 러시아 소비에트 연방 사회주의 공화국과 소련이 점령한 영토가 소비에트화되었다. 몽골은 1920년대에 소련에 정복되어 소비에트화되었고, 제2차 세계 대전 종전 후에는 동구권 국가들(동유럽 및 중앙유럽: 체코슬로바키아, 동독, 헝가리, 폴란드, 발트 3국 등)에서 소비에트화가 일어났다. 넓은 의미에서 이는 소비에트식 권력 기관의 창설, 볼셰비키 당원들이 주도하고 반대 정당이 제한된 새로운 선거, 사유지 및 재산의 국유화, "인민의 적"(예: 쿨라크 또는 오사드니크) 대표에 대한 탄압을 포함했다. 대량 처형과 굴라크 노동 수용소 및 추방 정착지 감금은 종종 이 과정에 수반되었다. 이는 일반적으로 선전에 의해 장려되고 가속화되었으며, 소비에트 영향권 내의 모든 국가에서 공통된 생활 방식을 만들고자 했다. 현대사에서 소비에트화는 소비에트 생활 모델(지도자 개인 숭배, 집단주의 이데올로기, 선전 활동에 의무적으로 참여하는 것 등)을 모방하는 것을 의미한다.
좁은 의미에서 소비에트화라는 용어는 소련과 그 위성국 인구 내의 정신적, 사회적 변화에 자주 적용되었는데, 이는 (지지자들에 따르면) 새로운 소비에트인 또는 (비판자들에 따르면) 호모 소비에티쿠스의 탄생으로 이어졌다.

## 같이 보기
- 러시아에 소비에트 권력 수립 (1917년-1918년)
- 발트 3국의 소비에트화
- 소련 국민주의
- 소비에트 제국
- 러시아화
- 코레니자치야
- 소련의 국내 영토 분할
- 네오소비에트주의

## 추가 자료
- Edward J. O'Boyle (January 1993). 《Work Habits and Customer Service in Post-Communist Poland》. 《International Journal of Social Economics》 20.
- Weeks, Theodore R. (2010), Russification / Sovietization, EGO - European History Online, Mainz: Institute of European History, retrieved: March 25, 2021 (pdf).